# Курбский, Иван Михайлович
Князь Иван Михайлович Курбский (?—1553) — наместник и воевода во времена правления Ивана IV Васильевича Грозного.
Из княжеского рода Курбские. Сын боярина Михаила Михайловича Курбского и младший брат известного князя и боярина Андрея Михайловича Курбского.

## Биография
В 1544 году участвовал в походе против литовцев. В 1548 году, во время государева Казанского похода, оставлен в Москве для её охраны. В 1549 году наместник в Холмогорах. В 1550 году есаул в Казанском походе. В 1551 году написан четырнадцатым во вторую статью списка московских дворян. В 1552 году участник осады Казани, а потом третий воевода в Василь-городе. В 1553 году послан вторым воеводою Большого полка на Литву.
Умер в 1553 году.
Жена: №№ Семёновна Беззубцева, единственная дочь окольничего Семёна Семёновича Беззубцева Епанчина. По родословной росписи показаны бездетными.

### Воспоминания Андрея Михайловича о брате
Описывая осаду Казани в 1552 году войсками Ивана Грозного, князь Андрей Курбский, не называя брата по имени, так его описывает: "Брат мой родной первым первым, взошёл на городскую стену по лестнице, а с ним и другие храбрые воины... Потом, когда татары двинулись к болоту, за которым большой лес, мой брат застал их ещё среди луга и бросив поводья, так мужественно, так храбро врезался в передовой татарский отряд, что по общему свидетельству очевидцев, трудно представить себе такого храбреца: дважды проехал он среди врагов, поражая их в разных направлениях. Когда же он врезался в татарские полки в третий раз, ему помог один благородный воин и вместе с ним побивал басурман, так что с ограды казанской все смотрели и дивились. Те же, которые не знали, что царь казанский сдался,  думали, что это он ездит между своими татарами. Его ранили так сильно, что в ногах его было по пяти стрел, не считая прочих ран, но по милости Божией, он остался жив, потому что на нём была крепкая броня. Он был так мужествен, что когда под ним ранили коня, и конь не мог уже двинуться с места, он выпросил другого коня у дворянина царского брата (князя Владимира Андреевича Старицкого) и забыв, а более того, не обращая внимания на свои сильные раны, бросился снова на басурманский полк, вместе с другими воинами, побивая татар, вплоть до самого болота. Воистину имел я такого брата, храброго, мужественного и добронравного, и к тому же весьма разумного, так что во всём христианском войске не было храбрее и лучше его. Если бы кто нашёлся, Господи Боже, да был бы таков же! Он был сильно любим мною и я желал бы душу свою положить за него и свою жизнью заплатить за его здоровье. Он умер потом, на другое лето, от этих лютых ран".